# Haroun Tazieff
Haroun Tazieff (n. 11 mai 1914, Varșovia, Imperiul Rus – d. 2 februarie 1998, Paris, Île-de-France, Franța) a fost un vulcanolog și geolog francez. A devenit celebru prin faptul că a filmat erupții vulcanice și curgeri de lavă, fiind și autor al mai multor cărți despre vulcani.

## Biografie
S-a născut în Varșovia (pe atunci în Imperiul Rus), tatăl său fiind un medic tătar, iar mama sa o chimistă evreică și doctor în științe politice. A trăit începând din 1917 la Bruxelles (Belgia). A absolvit studii de agronomie la Gembloux în 1938, precum și studii de geologie la Universitatea din Liège în 1944. El a fost mai târziu secretar de stat în Franța, fiind însărcinat cu prevenirea riscurilor majore.
Filmul The Violent Earth realizat de National Geographic a prezentat expedițiile lui Tazieff în vulcanii Etna din Sicilia în 1971 și Nyiragongo din Republica Democrată Congo (cunoscută pe atunci sub numele de Zair) în 1972, în care el a încercat, fără succes, să coboare într-un lac de lavă activ pentru a colecta mostre (pe care le obținuse într-o expediție anterioară din 1959).
A participat la primele explorări ale "Abisului Pierre Saint-Martin" din Spania. În 1952, el filma ascensiunea lui Marcel Loubens atunci când cablul troliului s-a rupt, iar Loubens a căzut peste 80 de metri. El a murit după 36 de ore, iar cadavrul său a putut fi scos din peșteră abia în 1954.
Harun Tazieff a devenit celebru în Franța, după publicarea cărții Le Gouffre de la Pierre Saint-Martin (apărută în opt ediții, prima dintre ele fiind editată în 1952 de Editura Arthaud din Grenoble).
Tazieff a murit în 1998 și a fost îngropat în Cimitirul Passy din cartierul parizian Passy.